# A Conversation with Gregory Peck
A Conversation with Gregory Peck è un documentario del 1999 diretto da Barbara Kopple.